# Transaquincum
Transaquincum az aquincumi légiós táborral szemben, a Duna bal partján fekvő úgynevezett ellenerőd volt a Rákos-patak torkolatánál, a mai Dagály fürdő területén. Az 1815-ös ásatások alapján nagyjából ismert a mérete és az alaprajza. Eszerint az erőd oldalfalának hossza 76x78 méter, vastagsága kb. 2 méter volt és árok vette körül.
Belül három oldala mentén oszlopsor (portikusz) nyomai voltak láthatóak, amikből arra lehet következtetni, hogy a falak tövében azok védelmében épített építmények álltak ott. Feltárták egy kisméretű fürdő maradványait is.
A transaquincumi erőd feladata a római kori Duna-híd barbaricumi hídfőjének védelme volt. Romjai között egy földgömbön álló Victoria szobra került elő. Az erődöt valószínűleg a 2. században építették és a 4. századig használták.

## Ajánlott irodalom
- Halitzky A.: Rövid értekezés egy Hídvárrul (De Monimento Pontu), melly a' pesti Duna parton a' régi római Aquincum, a' mostani Ó-Budának ellenében állott, és némely Vincentia névvel megkülönböztetett téglákrúl, mellyek az említett hídvárnak omladékaiban találtattak. MDCCCXX. (Tudományos gyűjtemény, 1820, III., 9-26.)